# Jezioro Czarne (powiat słupski)
Jezioro Czarne (niem. Schwarzer See) – jezioro przepływowe w Polsce, w województwie pomorskim, w powiecie słupskim, w gminie Potęgowo, w zlewni rzeki Łupawa. Zajmuje powierzchnię 11,42 ha. Lustro wody znajduje się na wysokości 87,2 m.
Według regionalizacji fizycznogeograficznej Jerzego Kondrackiego jezioro leży na obszarze megaregionu Pozaalpejska Europa Środkowa, prowincji Nizina Środkowoeuropejska, podprowincji Pojezierza Południowobałtyckie, makroregionu Pojezierze Zachodniopomorskie, mezoregionu Wysoczyzna Damnicka. Przez jezioro przepływa strumień Rębowa o długości 12,5 km, stanowiąca lewobrzeżny dopływ Łupawy.
Jezioro położone jest na obszarze Nadleśnictwa Łupawa. Zgodnie z rozmieszczeniem potencjalnej roślinności naturalnej Polski, wokół zbiornika rośnie grąd subatlantycki bukowo-dębowo-grabowy od strony północnej oraz subatlantycki acydofilny las bukowo-dębowy typu pomorskiego od strony południowej. We florze ściółki leśnej obszaru bezpośrednio przylegającego do jeziora stwierdzono występowanie m.in. barwinka pospolitego, bagna zwyczajnego oraz przytuliny wonnej.
Obok jeziora przebiega ścieżka przyrodniczo-historyczna Słonecznikowym Traktem II o długości 6 km. Powstała w 2006 roku jako kontynuacja szlaku Słonecznikowym Traktem I.
Istnieje również wariant nazewniczy Jezioro Świdno. Nazwa Jezioro Czarne ma swoje odzwierciedlenie w niemieckiej Schwarzer See, widniejącej na przedwojennych mapach topograficznych.